# Barbara Kendall
Barbara Kendall, född den 30 augusti 1967 i Papakura, är en nyzeeländsk seglare.
Hon tog OS-brons i mistral i samband med de olympiska seglingstävlingarna 2000 i Sydney.